# CHIO Aachen

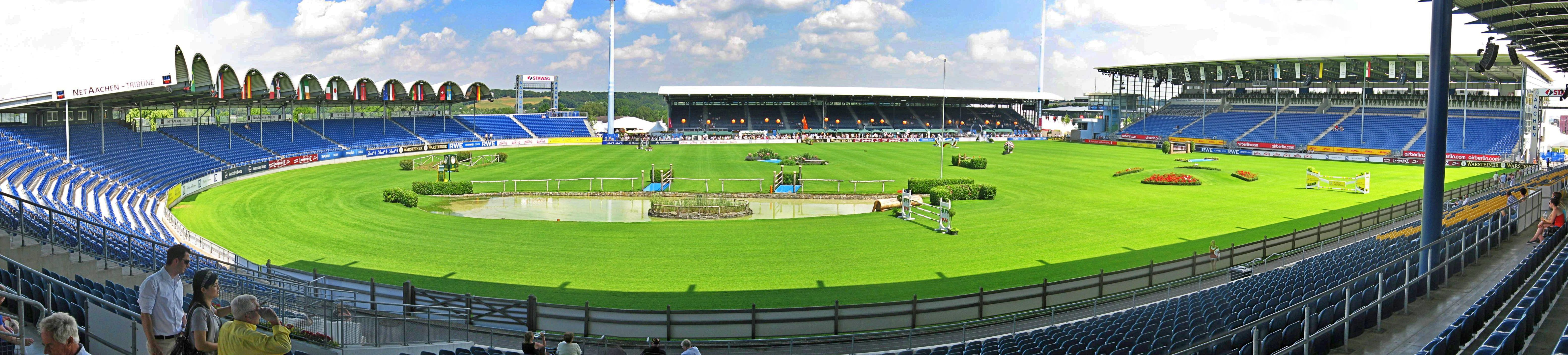
Springstadion während des CHIO Aachen 2010

Der CHIO Aachen ist ein seit 1924 in Aachen stattfindendes internationales Pferdesport-Turnier (Concours Hippique International Officiel). Nach dem Reglement der Internationalen Reiterlichen Vereinigung (FEI) darf jedes Land nur einen CHIO austragen. Somit ist der CHIO Aachen die einzige Veranstaltung ihrer Art in Deutschland. Veranstalter ist der Aachen-Laurensberger Rennverein e. V., welcher 1898 gegründet wurde. Austragungsort ist das Reitstadion im Sportpark Soers. Neben der Bezeichnung gemäß der Nomenklatur für Turniere wird der CHIO seit 1992 unter dem selbstgewählten Namen Weltfest des Pferdesports ausgetragen.
Der CHIO Aachen besteht aus den Disziplinen Springreiten, Dressurreiten, Fahren und den 2007 erstmals ausgetragenen Disziplinen Vielseitigkeitsreiten und Voltigieren. Es wird jeweils ein Sieger in der Einzel- und in der Mannschaftswertung (Nationenpreis) bestimmt. Im Springreiten wird im Rahmen des CHIO Aachen Der Große Preis von Aachen ausgetragen, der das Hauptspringen am zweiten Veranstaltungssonntag ist.

## Geschichte

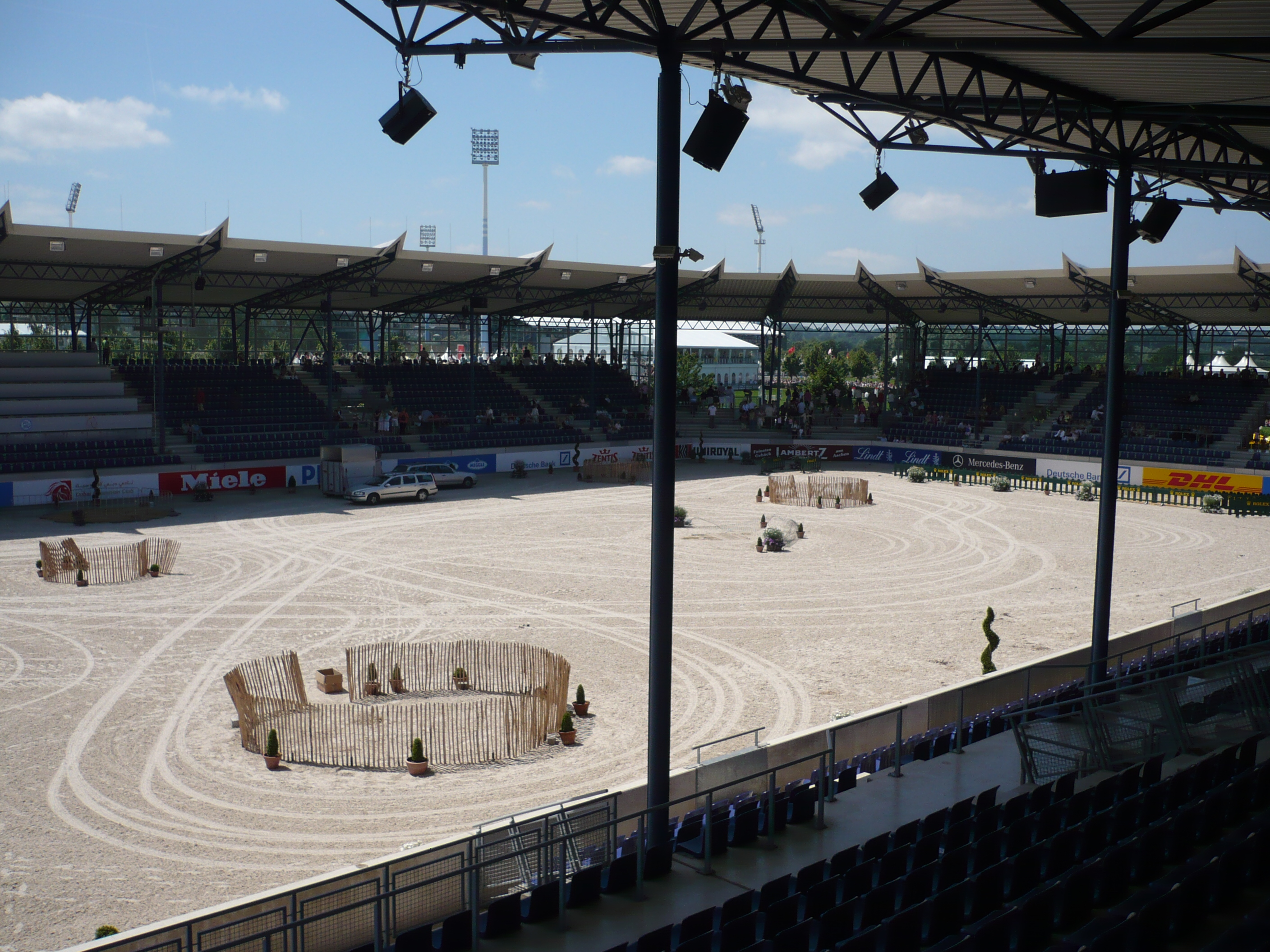
Dressurstadion während des CHIO Aachen 2008

Das erste Reit- und Fahrturnier des Aachen-Laurensberger Rennvereins – damals noch verbunden mit einem Pferderennen – fand am 13. Juli 1924 statt, unter maßgeblicher Beteiligung des Landrates des Landkreises Aachen, Hermann Pütz. Die seitdem (von wenigen, unten erwähnten Ausnahmen abgesehen) jährlich ausgetragene Veranstaltung mit den Disziplinen Springen, Dressur und Fahren, dauerte 1927 schon sechs Tage. In diesem Jahr wurde auch zum ersten Mal der Große Preis von Aachen ausgetragen, und eine besondere Darbietung waren die täglichen Vorführungen der Spanischen Hofreitschule, die mit zwölf Lipizzaner-Hengsten angereist war. Der kurz vor Ausbruch des Zweiten Weltkriegs vom 17. bis 29. August 1939 stattfindende CHIO Aachen war der letzte bis 1946. Ab 1947 wurde der CHIO Aachen wieder jährlich ausgetragen.
Im Jahr 1986 gab es noch einmal eine Unterbrechung, da in diesem Jahr die Weltmeisterschaften im Springreiten in Aachen stattfanden. 2015, zum 100. deutschen CHIO, gab es die nächste Unterbrechung, da in diesem Jahr im August die Europameisterschaften in fünf Reitsportdisziplinen in Aachen ausgetragen wurden. Aufgrund dieses Termins fanden die deutschen Nationenpreisturniere 2015 nicht in Aachen statt. Im Mai 2015 wurde jedoch ein dreitägiges Spring-, Dressur- und Fahrturnier in Aachen durchgeführt, in dessen Rahmen der Große Preis von Aachen stattfand.
Seit 2001 gibt es in jedem Jahr ein offizielles Partnerland, das mit besonderem Schwerpunkt auf dortige Pferdekultur mit verschiedenen Vorführungen und Präsentationen im Rahmenprogramm vorgestellt wird.
Nach den Weltreiterspielen 2006 wurde das Programm des CHIO Aachen im Jahr 2007 um die Disziplinen Voltigieren und Vielseitigkeitsreiten (Eventing) erweitert. Der Geländeritt fand auf der Weltmeisterschaftsstrecke neben dem Reitstadion in der Aachener Soers statt. Dort wurde 2007 erstmals im Rahmen des CHIO auch die Marathonfahrt der Kutschen veranstaltet, die bis zu den Weltreiterspielen traditionell im Aachener Wald stattfand.
Im Jahr 2008 wurde das sonst sechstägige Turnier zum ersten Mal seit über 40 Jahren über zehn Tage ausgetragen, da man entschieden hatte, die Voltigierwettkämpfe vorzuziehen, um das Programm von Wettkämpfen in nunmehr fünf Disziplinen zu entschärfen. Dies wurde auch in den Folgejahren beibehalten.
2019 fand das Turnier vom 12. bis 21. Juli statt. Aufgrund der Olympischen Sommerspiele 2020 in Tokio sollte das Turnier bereits vom 29. Mai bis zum 7. Juni stattfinden. Wegen der COVID-19-Pandemie wurde das CHIO in Aachen am 25. März 2020 verschoben. Die Veranstalter wollten das Turnier zu einem späteren Zeitpunkt im Jahr nachholen, sagten es aber am 22. April 2020 wegen der COVID-19-Pandemie ab. Nach der Absage haben die Veranstalter auf dem Gelände ein kleineres Turnier für den 4. bis 6. September 2020 organisiert. Der CHIO Aachen 2022 bietet den Rahmen für die Youth Equestrian Games 2022, eine Ersatzveranstaltung für die Olympischen Jugend-Sommerspiele für Reiter der Geburtenjahrgänge 2004 bis 2007.

## Programm
Das Wettkampfprogramm dauert von Freitag bis zum Sonntag der nachfolgenden Woche. Die Prüfungen finden jeweils tagsüber statt, in der zweiten Woche des Turniers werden zudem von Mittwoch bis Samstag auch noch Prüfungen abends unter Flutlicht durchgeführt. Aufgrund des umfangreichen Programms finden häufig Prüfungen zeitgleich an den unterschiedlichen Veranstaltungsorten des Turniergeländes statt.
Am Sonntag der ersten Woche wird neben den Voltigierwettbewerben der Soerser Sonntag veranstaltet, an diesem Tag mit freiem Eintritt wird ein Schauprogramm sowie ein ökumenischer Gottesdienst durchgeführt. Bereits einen Tag zuvor findet am Abend mit Pferd & Sinfonie ein Showprogramm zusammen mit Live-Musik des Sinfonieorchesters Aachen statt. Nachdem am Montag ein Tag Ruhepause eingelegt wird, folgt am Dienstag die Begrüßung des Partnerlandes im Rahmen der Eröffnungsfeier. Abgeschlossen wird das Turnier jeweils am Sonntagabend der zweiten Woche mit dem Abschied der Nationen.
CVIO
Die Voltigierer eröffnen jährlich mit dem CVIO, dem deutschen Nationenpreisturnier ihrer Disziplin, den CHIO. Er wird in der Albert-Vahle-Halle von Freitag bis Sonntag der ersten Turnierwoche durchgeführt. Er ist als CVIO 4* ausgeschrieben.
CSIO

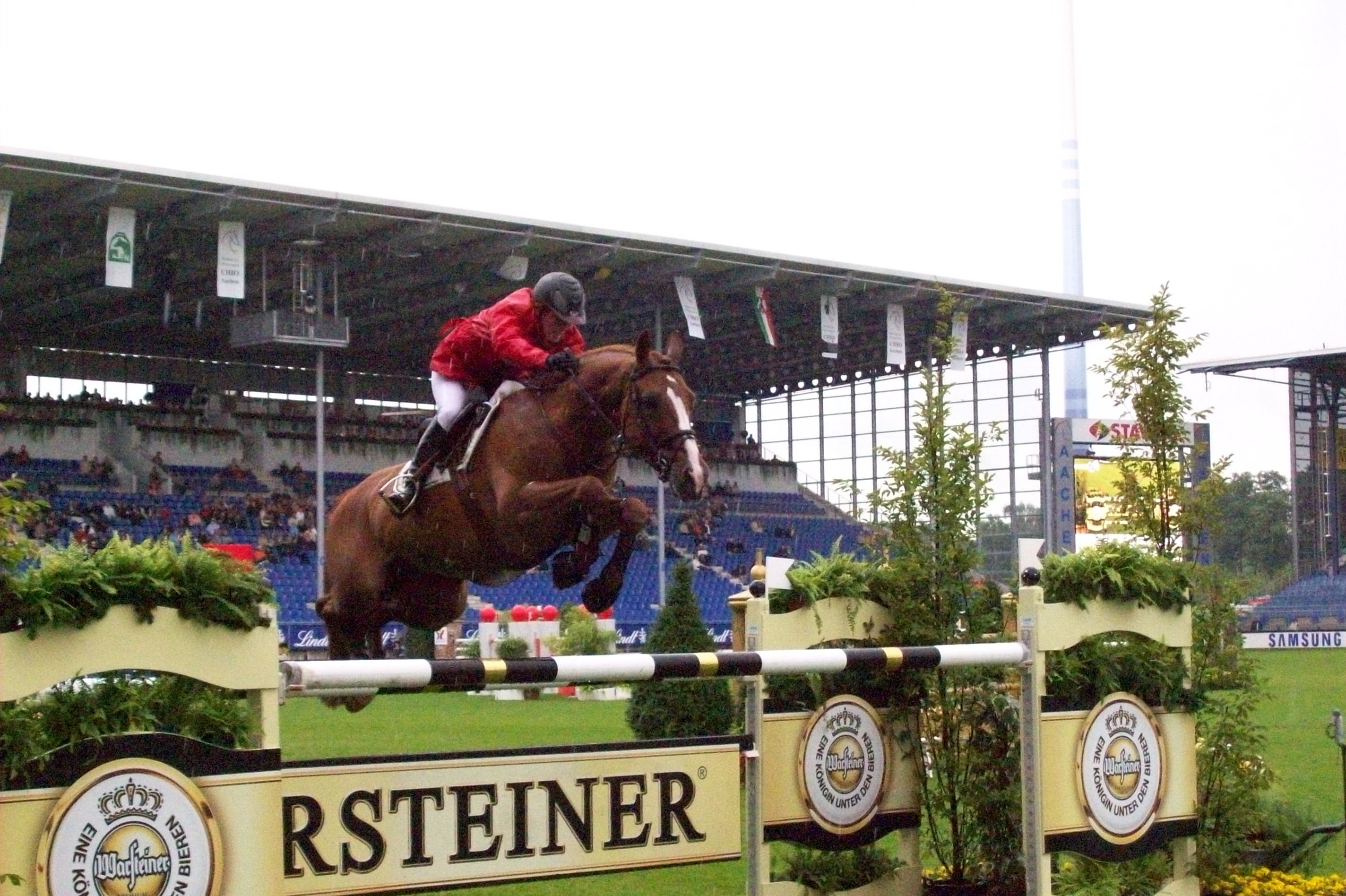
Meredith Michaels-Beerbaum mit Le Mans im Preis von Europa beim CHIO Aachen 2007

Das Nationenpreisturnier der Springreiter beim CHIO Aachen dauert in der zweiten Turnierwoche von Mittwoch bis Sonntag. Der CSIO ist als 5*-Turnier ausgeschrieben.
Der am Donnerstagabend durchgeführte Nationenpreis zählte bis 2013 stets zur europäischen Spitzenliga der Nationenpreise. 2014 ist Aachen nicht mehr Teil der Nationenpreisserie, will den Nationenpreis auch unabhängig davon auf hohem Niveau weiter durchführen.
Der Große Preis am Sonntagnachmittag zählt zu den Klassikern im Springreitsport und gehört regelmäßig zu den höchstdotierten Springprüfungen der Welt. Im Jahr 2013 war die Prüfung erstmals 1.000.000 Euro dotiert. Gemeinsam mit den Großen Preisen von Genf, Calgary und ’s-Hertogenbosch wird zudem ein von Rolex gesponserter Bonus ausgelobt, der „Rolex Grand Slam of Show Jumping“.
CDIO
Der deutsche CDIO zählt zu den wenigen Nationenpreisturnieren im Dressurreiten weltweit. Er ist als CDIO 5* ausgeschrieben und wird in der zweiten Turnierwoche von Donnerstag bis Sonntag veranstaltet. Die Nationenpreisentscheidung findet im Grand Prix de Dressage statt, daneben sind ein Grand Prix Spécial und die Grand Prix Kür (Großer Dressurpreis von Aachen) im Programm vorgesehen. Pro Teilnehmerland sind bis zu vier Starter mit jeweils einem Pferd im CDIO zugelassen. Die Nationenpreisprüfung ist 2013 Teil des neugeschaffenen Nations Cups der Dressurreiter.
CAIO
Auch für die Vierspännerfahrer bildet der CHIO Aachen ihr deutschen Nationenpreisturnier. Es wird ebenfalls von Mittwoch bis Sonntag ausgetragen. Hierbei werden zwei getrennte Wertungen durchgeführt, eine Einzel- und eine Mannschaftswertung. Die Teilprüfungen sind dabei die Fahr-Dressurprüfung, das Hindernisfahren sowie die Geländeprüfung. Die Geländeprüfung wird am Samstag für beide Wertungen gemeinsam durchgeführt.
CCIO
Seit 2007 wird in Aachen das Nationenpreisturnier Deutschlands im Vielseitigkeitsreiter durchgeführt. Es handelt sich hierbei um einen CCIO 4*-S (bis 2018 als CICO 3* bezeichnet), eine Vielseitigkeitskurzprüfung mit Einzel- und Nationenwertung. Von der ersten Saison 2012 bis zum Jahr 2017 war der CHIO Aachen Teil des Nations Cups der Vielseitigkeitsreiter.
CSIYH
Seit 2011 sind die Prüfungen für junge Springpferde getrennt vom CSIO als CSIYH 1* ausgeschrieben. Die Prüfungen für sieben- und achtjährige Springpferde finden in der zweiten Woche von Dienstag bis Samstag statt.
CDI
Neben dem CDIO wird im Rahmen des CHIO Aachen auch eine CDI-Tour auf 4*-Niveau veranstaltet. Hierbei finden Prüfungen von Prix St. Georges bis hin zum Grand Prix Spécial und einer Grand Prix Kür statt, diese Prüfungen stehen in der zweiten Turnierwoche von Mittwoch bis Samstagabend auf dem Programm. Hier können weitere Starter sowie Reiter aus dem CDIO mit weiteren Pferden starten. Sowohl der CDI als auch der CDIO dienen dem deutschen Dressurausschuss als Sichtung für die großen internationalen Championate des Jahres (Olympische Spiele, Welt- und Europameisterschaften).
CDIU25
Neben den etablierten Dressurreitern bietet der CHIO Aachen auch Startmöglichkeiten für junge Dressurreiter bis zum Alter von 25 Jahren. Die Prüfungen des CDIU25 (Intermediaire II und Grand Prix Kür) finden in der zweiten Turnierwoche am Freitag und Samstag statt.

## Ergebnisse
Im Jahr 2015 wurde kein CHIO ausgetragen, stattdessen wurden Spring- und Dressurwettbewerbe in einem dreitägigen CSI 5*- und CDI 5*-Turnier sowie zwei Fahrprüfungen durchgeführt. Das Vielseitigkeits-Nationenpreisturnier 2015 fand im Rahmen der Europameisterschaften der weiteren Disziplinen statt.
Die Ergebnisse der letzten vier Jahre in der Einzelwertung:
|                                    | 2021                                                     | 2022                                                               | 2023                                                                         | 2024                                                    |
| ---------------------------------- | -------------------------------------------------------- | ------------------------------------------------------------------ | ---------------------------------------------------------------------------- | ------------------------------------------------------- |
| 10. September – 19. September      | 24. Juni – 3. Juli                                       | 23. Juni – 2. Juli                                                 | 28. Juni – 7. Juli                                                           |                                                         |
| Springen (Großer Preis von Aachen) | 1. Daniel Deußer 2. Brian Moggre 3. Grégory Wathelet     | 1. Gerrit Nieberg 2. Scott Brash 3. Nicola Philippaerts            | 1. Marcus Ehning 2. Daniel Deußer 3. Philipp Weishaupt                       | 1. André Thieme 2. McLain Ward 3. Richard Vogel         |
| Dressur (CDIO – Grand Prix Kür)    | 1. Isabell Werth 2. Dinja van Liere 3. Charlotte Fry     | 1. Cathrine Dufour 2. Frederic Wandres 3. Daniel Bachmann Andersen | 1. Jessica von Bredow-Werndl 2. Nanna Skodborg Merrald 3. Charlotte Dujardin | 1. Isabell Werth 2. Frederic Wandres 3. Ingrid Klimke   |
| Gespannfahren                      | 1. IJsbrand Chardon 2. Koos de Ronde 3. Boyd Exell       | 1. Boyd Exell 2. IJsbrand Chardon 3. Christoph Sandmann            | 1. Boyd Exell 2. IJsbrand Chardon 3. Mareike Harm                            | 1. Boyd Exell 2. Mareike Harm 3. Georg von Stein        |
| Vielseitigkeit                     | 1. William Coleman 2. Laura Collett 3. Emilie Chandler   | 1. Sandra Auffarth 2. Andrew Hoy 3. Tom McEwen                     | 1. Yasmin Ingham 2. Michael Jung 3. Tamra Smith                              | 1. Julia Krajewski 2. Calvin Böckmann 3. Laura Collett  |
| Voltigieren (Damenwertung)         | 1. Janika Derks 2. Pauline Riedl 3. Alina Roß            | 1. Manon Moutinho 2. Nadja Büttiker 3. Alina Roß                   | 1. Kathrin Meyer 2. Julia Sophie Wagner 3. Alina Roß                         | 1. Kathrin Meyer 2. Alice Layher 3. Danielle Bürgi      |
| Voltigieren (Herrenwertung)        | 1. Jannik Heiland 2. Thomas Brüsewitz 3. Julian Wilfling | 1. Lambert Leclezio 2. Sam Dos Santos 3. Thomas Brüsewitz          | 1. Quentin Jabet 2. Sam Dos Santos 3. Viktor Brüsewitz                       | 1. Quentin Jabet 2. Thomas Brüsewitz 3. Julian Wilfling |

Vollständige Übersicht der Sieger, auch in der Mannschaftswertung:
- Liste der Sieger im Springreiten beim CHIO Aachen
- Liste der Sieger im Dressurreiten beim CHIO Aachen
- Liste der Sieger im Fahren beim CHIO Aachen
- Liste der Sieger in der Vielseitigkeit beim CHIO Aachen
- Liste der Sieger im Voltigieren beim CHIO Aachen

## Kritik
Die Skandale und Missbrauchs-Fälle internationaler Turnierreiter haben nicht nur Tierschutzorganisationen wie PETA auf internationale Reitsport-Events aufmerksam gemacht. Schon lange werden harsche Trainings-Praktiken, der falsche Einsatz von Peitschen, Gebissen und Sporen sowie Doping und die Behandlung von Pferden, die den hohen Leistungsanforderungen nicht gerecht werden, von der breiten Öffentlichkeit kritisiert.
Eine Auswertung von Drehmaterial vom Dressur-Trainingsplatz des CHIO-Turniers 2018 in Aachen hat gezeigt, dass nicht nur in Einzelfällen tierschutzrechtliche Bedenken angemessen sind. Kritisiert wird das Festhalten und Rechtfertigen von tierschutzwidrigen Umständen u. a. von Annica Hansen, die langjährige Moderatorin des Turniers. Sie hat bekannt gegeben, dass sie den CHIO im Jahr 2025 nicht mehr moderieren wird.